# Eppe-Sauvage
Eppe-Sauvage ist eine Gemeinde im Norden Frankreichs. Sie gehört zur Region Hauts-de-France, zum Département Nord, zum Arrondissement Avesnes-sur-Helpe und zum Kanton Fourmies. Die Bewohner nennen sich Eppois oder Eppoises.

## Geografie
Die Gemeinde Eppe-Sauvage liegt an der Grenze zu Belgien, 25 Kilometer südöstlich von Maubeuge. Die Helpe Majeure fließt durch die Gemeindegemarkung durch den Stausee Lac du Val Joly ins westlich gelegene Willies. Die Nachbargemeinden sind Sivry-Rance (Belgien) im Norden und Osten, Moustier-en-Fagne im Südosten, Trélon im Süden sowie Willies und Liessies im Westen.

## Bevölkerungsentwicklung
| Jahr                       | 1962 | 1968 | 1975 | 1982 | 1990 | 1999 | 2008 | 2013 | 2020 |
| Einwohner                  | 363  | 335  | 264  | 231  | 245  | 218  | 254  | 269  | 243  |
| Quellen: Cassini und INSEE |      |      |      |      |      |      |      |      |      |

## Sehenswürdigkeiten
- Kirche Saint-Ursmar, Monument historique
- Bildstöcke
- Fußgänger-Hängebrücke
- Kriegerdenkmal

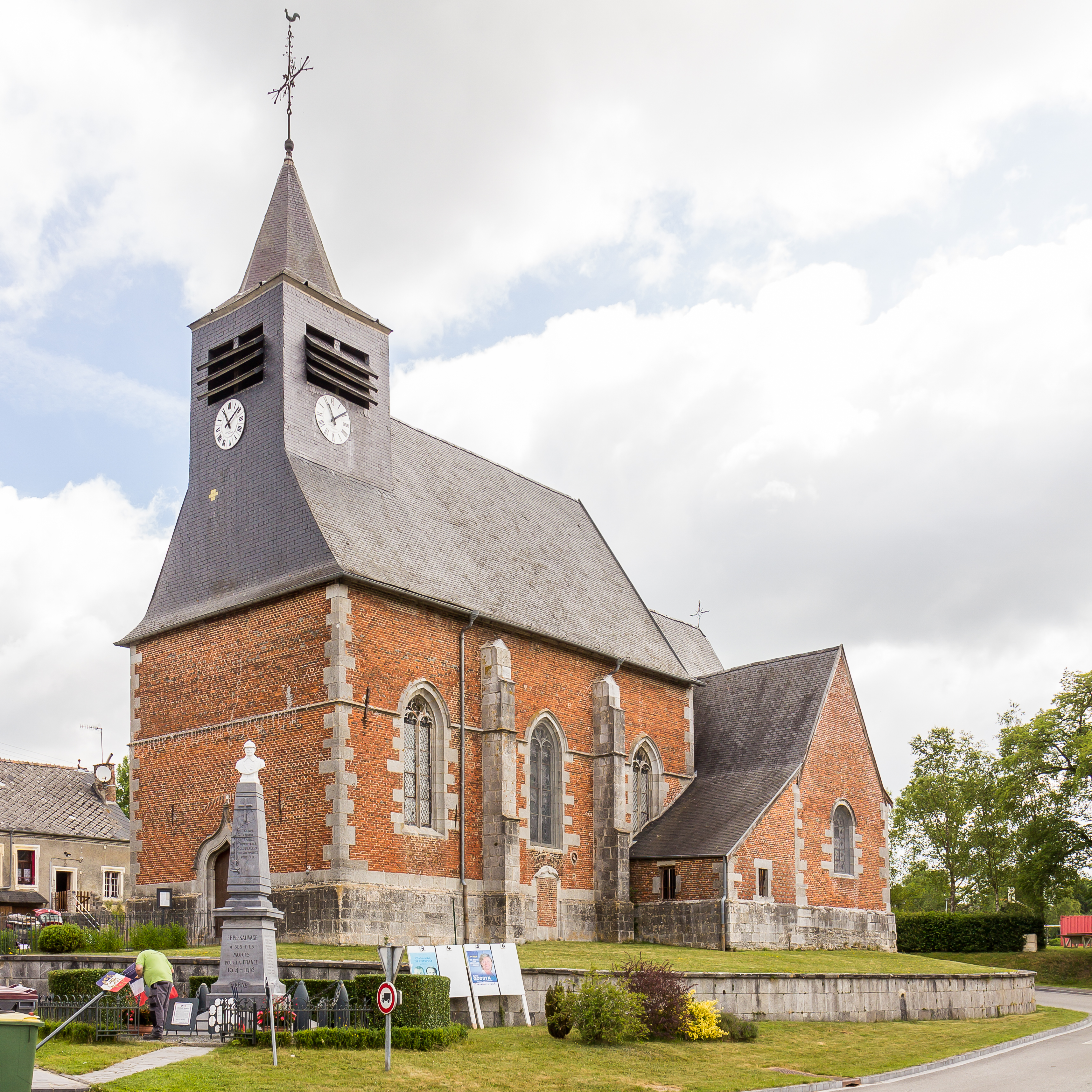
Kirche Saint-Ursmar
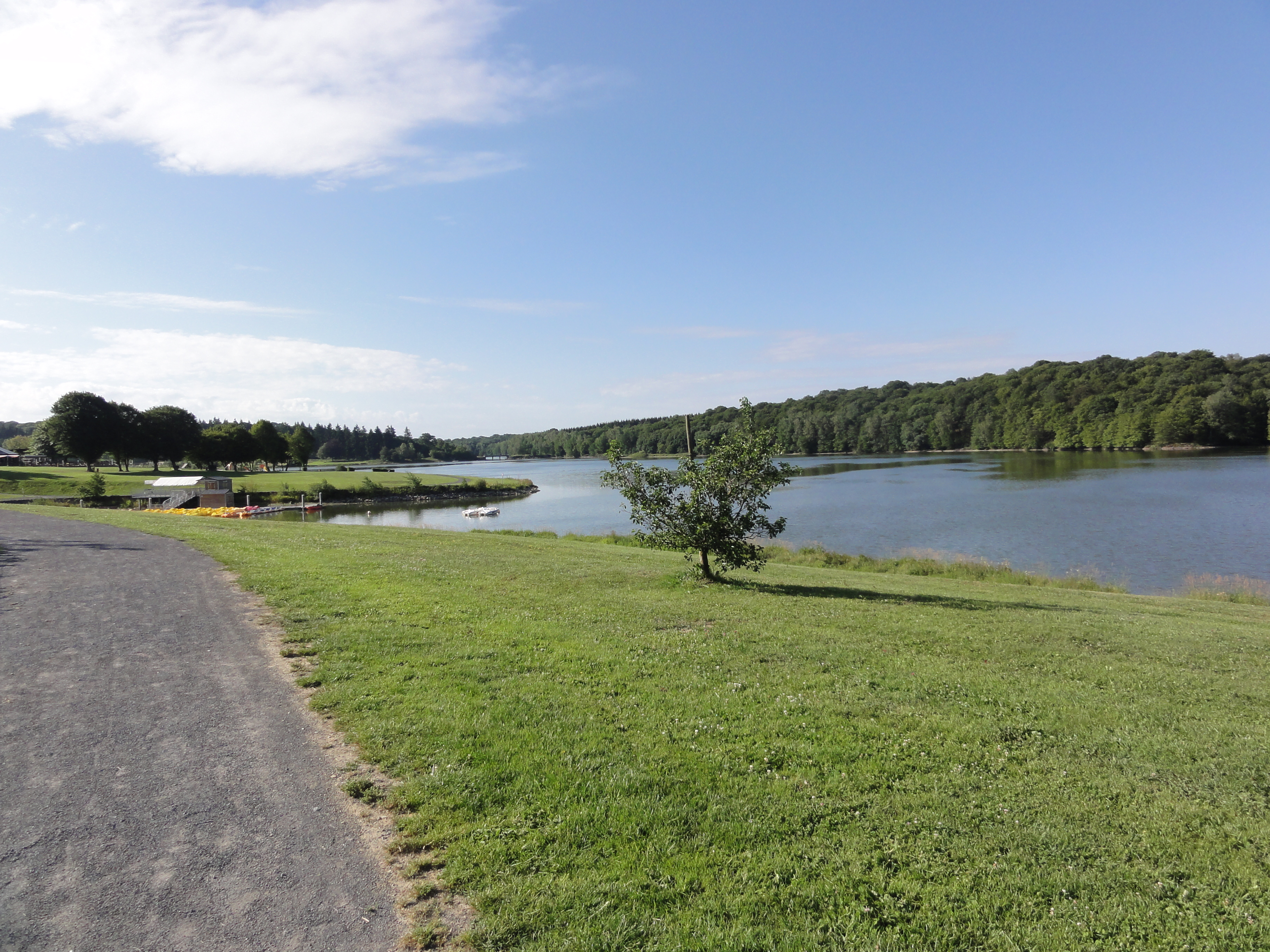
Stausee Lac du Val Joly
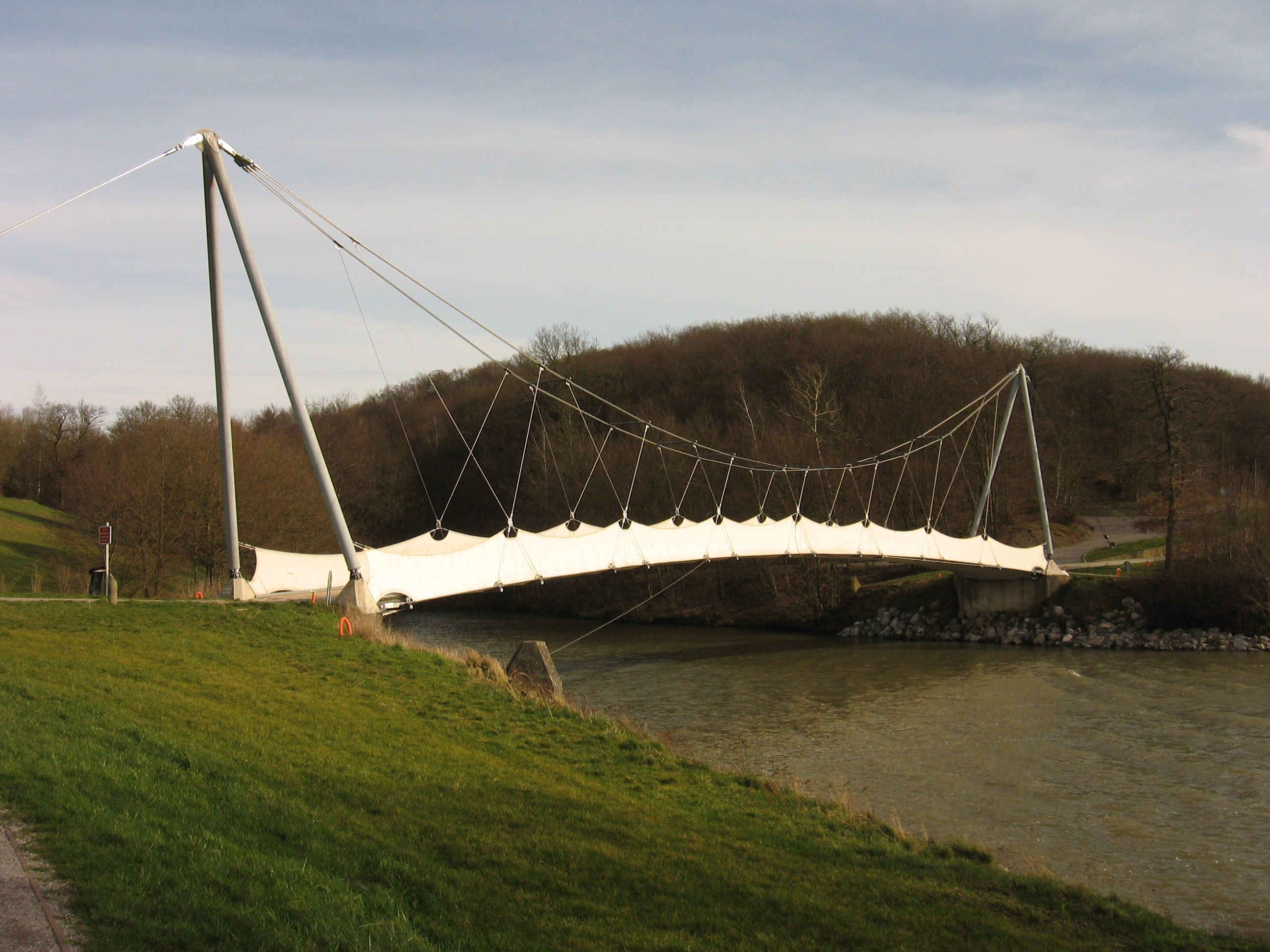
Fußgänger-Hängebrücke beim Stausee
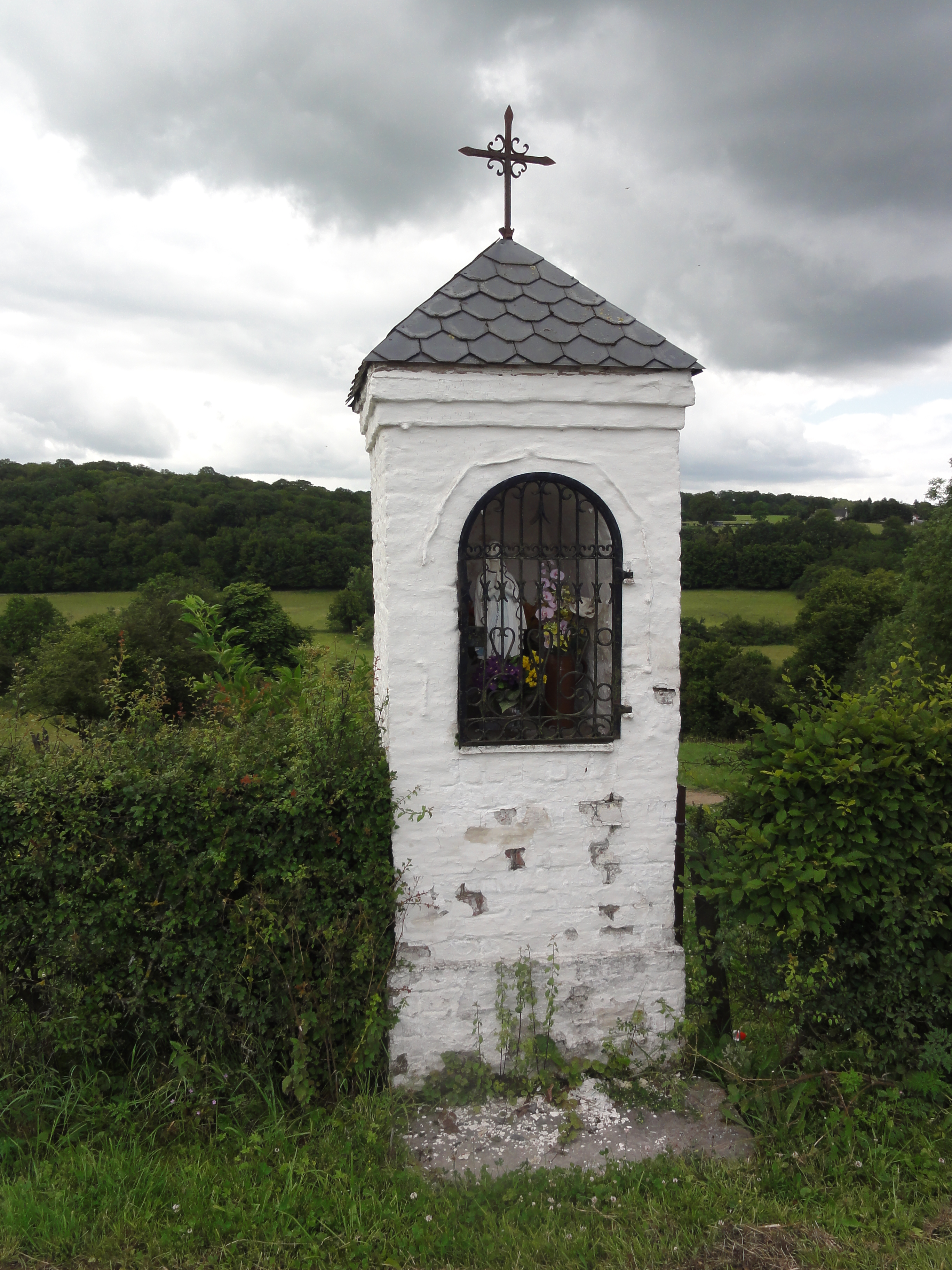
Bildstock Le Sabot Rouge